# Thomas Ravenscroft
Thomas Ravenscroft (* um 1582 oder 1593 in Dodleston, Cheshire; † um 1635 in London) war ein englischer Sänger, Musiktheoretiker und Komponist.

## Leben
Zu Ravenscrofts Biographie ist nur sehr wenig überliefert. Wahrscheinlich war er Sänger im Chor der St Paul’s Cathedral in London, wo für das Jahr 1594 ein „Thomas Raniscroft“ belegt ist. Möglicherweise sang er dort auch noch um das Jahr 1605 unter der Leitung von Thomas Giles. 1607 verlieh ihm die University of Cambridge den Titel eines „Bachelor of musicke“.
Von 1618 bis 1622 sang er wiederum im Chor von St. Pauls unter Edward Pearce, den er auch als seinen Lehrer bezeichnete. Zeitgleich wirkte Ravenscroft als Musiklehrer des Christ's Hospital in London. Er schrieb geistliche und weltliche Musik, vor allem Rundgesänge und Balladen, wie z. B. „There were three ravens“.

## Werke
im Druck erschienene Werke:

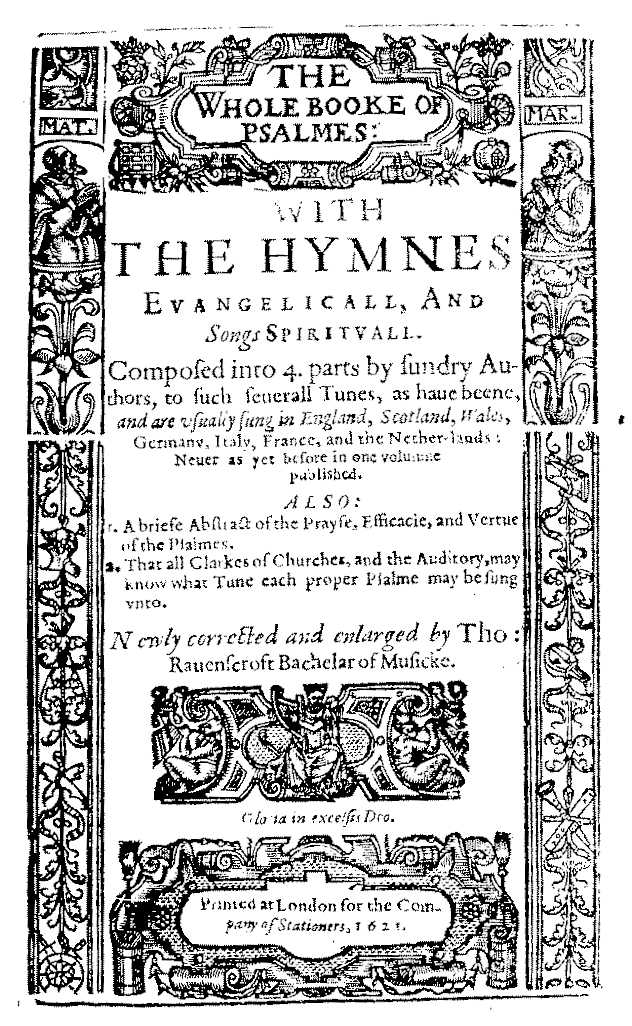
Titelseite des „Whole Book of Psalmes“ von 1621

- Pammelia  Musicks Miscellanie or Mixed Varietie of Pleasant Roundelays, and delightfull Catches, of 3, 4, 5, 6, 7, 8, 10 Parts in one. London, 1609.
- Deuteromelia The Second part of Musicks melodie, or melodius Musicke of Pleasant Roundelais; K.H. mirth, or Freemans Songs and delightfull Catches. London, 1609.
- Melismata  Musicall Phansies. Fitting the Court, Citie, and Countrey Humours. To 3, 4, and 5 Voyces. London, 1611.
- A Briefe Discourse of the true (but neglected) use of Charact'ring the Degrees by their Perfection, Imperfection, and Diminution in Measurable Musicke, against the Common Practise and Custome of these Times. London, 1614.
- The Whole Booke of Psalmes, London, 1621

unveröffentlichte Manuskripte:
- vier Fantasien für Violenconsort
- 11 Anthems sowie 3 Motetten zu 5 Stimmen
- A Treatise of Musick

Pammelia, Deuteromelia und Melismata enthalten Sammlungen 3- bis 5-stimmiger Liedsätze („Rounds, Catches, & Freemans Songs“) sowie bis zu 10-stimmiger Kanons (letztere vor allem in Pammelia). Dabei handelt es sich sowohl um eigene, als auch um fremde Sätze; die jeweilige Autorschaft ist nicht zu ermitteln. Pammelia gilt als frühester englischer Druck von Rounds und Catches, zusammengenommen bilden die 3 Sammlungen eine wichtige Quelle der Überlieferung der in der ersten Hälfte des 17. Jh. für England typischen Art volkstümlicher, geselliger Vokalmusik.
A Briefe Discourse ist dagegen ein in erster Linie musiktheoretisches Werk. Darin verteidigt Ravenscroft den korrekten Gebrauch der sog. Mensuralnotation, obwohl diese bereits um 1600 durch eine modernere Art der Musiknotation verdrängt wurde. Im Anhang des Werks finden sich 20 Vokalkompositionen, 12 von Ravenscroft selber, 6 von John Bennet und 2 weitere von Edward Pearce. Darunter auch eine kuriose, kleine 'Kantate', bestehend aus 4 Vokalstücken mit instrumentaler Begleitung, in denen „Hodge Trillindle“ um die Gunst seiner „Zweet hort Malkyn“ buhlt; ein einzigartiges Werk für das englische Musikschaffen dieser Zeit.
The Whole Book of Psalmes enthält insgesamt 105 vierstimmige Psalmvertonungen. Davon stammen 55 von Ravenscroft selber, die übrigen u. a. von John Dowland, Gilles Farnaby und Thomas Tomkins.

## Diskografie
- Thomas Ravenscroft: Songs, Rounds & Catches. The Consort of Musicke, Ltg.: Anthony Rooley. Virgin Records, 1990